# Bono, Sardinien
Bono är en ort och kommun i provinsen Sassari i regionen Sardinien i Italien. Kommunen hade 3 531 invånare (2017).